# Von Frohburg
von Frohburg eller von Froburg var en inflytelserik grevlig ätt i nuvarande nordvästra Schweiz från 1000-talet fram till år 1367. Släktnamnet hänger ihop med borgen Frohburg  i Trimbach i kantonen Solothurn med anor från 900-talet.

## Historik
- Från 11:e århundradet hade grevarna Buchsgau som förläning från Basels biskop. Tidigt omnämnda familjemedlemmar är Adelbert (1096), Volmar och Ludwig (båda runt 1100) liksom Adalbero (1114).
- I konflikten mellan kejsaren Lothar III och den hohenstaufiske utmanaren Konrad (senare Konrad III av Tyskland), under åren 1125 till 1135, stödde frohburgarna Konrad medan zähringarna och andra omgivande adelsfamiljer stödde Lothar. Kanske ledde detta till att ätten tidvis förlorade sitt grevskap. När konflikten lagt sig, lyckades frohburgarna snabbt återta sin ställning.[1]
- Ortlieb (omnämnd först 1136, död 18.8.1164 i Italien) hade ett ämbete (domherr) hos biskopen i Basel 1136 och var senast från 1139 till 1164 biskop i Basel. Han stod nära kejsarna Konrad III och Fredrik I och deltog i andra laterankoncliet och andra korståget. Han stödde också grundandet av klostren i Bellelay och Lützel.
- Ludwig von Frohburg, en släkting till Ortlieb innehade biskopsämbetet från 1164 till 1179.
- Hermann II, ett barnbarn till Adalbero, (omnämnd 1160-1211) gifte sig med en Kyburgska, hans söner med Habsburgskor och en dotter med Berchtold av Neuchâtel
- Från 1223 styrde grevarna även över Sisgau. De kontrollerade därmed juraövergångarna längs en 40 kilometer lång sträcka mellan Solothurn och Aarau.
- Runt 1250 delade sig familjen i linjerna Zofingen, Neu-Homberg und Waldenburg.
- Den sista världsliga greven av Frohburg blev Johann, död 1366, av den Waldenburgska linjen.

## Städer
Runt år 1200 anlade Frohburgarna städerna Zofingen och Olten, senare Aarburg, Liestal, Waldenburg och Wiedlisbach.